# واترتاون (تنسی)
واترتاون (به انگلیسی: Watertown) شهری در ایالت کشور ایالات متحده آمریکا است که جمعیت آن در سرشماری سال ۲۰۱۰ میلادی، ۱٬۴۷۷ نفر بوده‌است.